# Вьюны (село)
Вьюны — село в Колыванском районе Новосибирской области. Административный центр Вьюнского сельсовета.

## География
Площадь села — 248 гектаров.

## История
Появление первого поселения на месте нынешнего села датируется серединой XVIII века. Первыми здесь поселились бежавшие каторжники, которых этапировали и отправляли по Великому тракту. Среди причин их остановки — плодородность земель, большое количество дичи и рыбы.
На 1859 год было заводской деревней Въюнской (Въюна) и входила в состав первого участка Томского округа Томской губернии. Тогда левее деревни проходил Московский почтовый тракт (Томск — Пермь). Тогда в населённом пункте имелся молитвенный дом.

## Население
| 2002 | 2007  | 2010  |
| ---- | ----- | ----- |
| 1103 | ↗1283 | ↘1025 |

## Инфраструктура
В селе по данным на 2007 год функционируют 1 учреждение здравоохранения и 2 учреждения образования.

## Известные уроженцы
- Пичугин, Дмитрий Николаевич (1904—1947) — Герой Советского Союза (24.03.1945).